# Liste der FFH-Gebiete in der Stadt Fürth
Die Liste der FFH-Gebiete in der Stadt Fürth zeigt die FFH-Gebiete der mittelfränkischen Stadt Fürth in Bayern.
Teilweise überschneiden sie sich mit bestehenden Natur-, Landschaftsschutz- und EU-Vogelschutzgebieten.
Im Stadtgebiet befinden sich zwei zum Teil mit anderen Landkreisen überlappende FFH-Gebiete.
| Fürther und Zirndorfer Stadtwald  |    | 6531-301 WDPA: 555521589 | Fürth, Landkreis Fürth                                                |  | ⊙ | 828,00 |  |
| Zenn von Stöckach bis zur Mündung | BW | 6530-371 WDPA: 555521588 | Landkreis Neustadt an der Aisch-Bad Windsheim, Landkreis Fürth, Fürth |  | ⊙ | 609,31 |  |
| Legende für Fauna-Flora-Habitat   |    |                          |                                                                       |  |   |        |  |